# Aki Takayama
Aki Takayama (Osaka, 12 de março de 1970) é uma ex-nadadora sincronizada japonesa, medalhista olímpica.

## Carreira
Aki Takayama representou seu país nos Jogos Olímpicos de 1992, ganhando a medalha de bronze por equipes em Barcelona 1992.